# 저축기관
저축기관(貯蓄機關, 영어: savings and loan association, S&L, thrift institution)은 일반대중에게 예금저축을 받아 그 예치금을 대출해주는 데 특화된 금융기관이다. 미국의 저축대부조합, 상호저축은행, 신용조합, 한국의 새마을금고, 신용협동조합, 신용금고 등이 이 범주에 해당한다.

## 같이 보기
- 신용협동조합